# ラディスラフ・バレク
ラディスラフ・バレク（Ladislav Ballek, 1941年4月2日 - 2014年4月15日）は、スロバキアの作家、政治家、外交官。

## 生涯
幼少期をドゥディンツェとサヒで過ごした。1959年から1963年までバンスカー・ビストリツァの教育大学にて、スロバキア語教育・歴史教育・美術教育を学んだ。兵役を務めた後は、ハボフカの小学校で1年間教師を務めた。1966年、バンスカー・ビストリツァのチェコスロバキアラジオで編集局長に就任、番組 Rádiovíkend 等の立ち上げに関与した。1968年から1972年までは地域紙“スメル”の文化部編集長を務めた。1972年からはブラチスラヴァの出版社“スロヴェンスキ・スピソヴァテル”にて独自著作物を出版する編集者としてて勤務した。1977年よりスロバキア文化省文学局長。
1980年よりスロバキア文学基金副理事、1984年から1989年までスロバキア作家連盟代表。1992年から1994年までスロバキア共和国国民議会議員を務め、民主左翼党に所属。その後ニトラの哲人コンスタンティノス大学教育学部およびブラチスラヴァのコメンスキー大学教育学部にて教員として勤務。1998年スロバキア共和国大統領選挙に立候補するも失敗。2001年から2008年まで駐チェコ大使。20世紀を代表するスロバキアの小説家であり、特に70年代に活躍を収めた。1980年にスロバキア社会主義共和国から国家賞を授与され、1982年には功労芸術家の栄誉称号を贈られた。

## 創作活動
文学活動に関する研究は、バレクの受けた高等教育が元となっている。彼は1964年に初の散文集 Silueta を発表。その3年後にデビュー作の小説を出版した。

## 著作物
- 1967年 - Útek na zelenú lúku
- 1969年 - Púť červená ako ľalia
- 1970年 - Biely vrabec
- 1974年 - Južná pošta
- 1977年 - Pomocník. Kniha o Palánku
- 1981年 - Agáty. Kniha druhá o Palánku
- 1987年 - Lesné divadlo
- 1990年 - Čudný spáč zo Slovenského raja
- 1995年 - Trinásty mesiac